# Sandro Cortese
Sandro Cortese (* 6. leden 1990) je německý motocyklový závodník s italským původem. Odstartoval svou kariéru v devíti letech jako závodník minibiků. Dokázal vyhrát jak evropský šampionát minibiků, tak i ten německý šampionát. Vrhnul se také na německé mistrovství IDM, ale na více než desáté místo nestačil.
Debut v Mistrovství světa si odbyl ve Velké ceně Španělska 2005. Cortese ve své první sezóně dokázal pětkrát dojet pro body a celkově se umístil na 26. místě s osmi body. Na další sezónu jej angažoval český tým Elit-Caffè Latte. Stal se tak týmovým kolegou mistra světa 2005 Thomase Lüthiho. Sandro dokonce pronikl během sezóny jednou do první desítky v Portugalsku. V konečném zúčtování obsadil 17. místo a 23 bodů.
Tým pro nadcházející rok 2007 přesedlal na stroj Aprilia a výsledky byly o poznání lepší. Už ve Španělsku dokázal dokončit na sedmém místě a podobně se odvíjel i zbytek sezóny. V Malajsii se dokonce postavil do první řady. Skončil celkově čtrnáctý s 66 body. Dobré výkony daly naději v boje o stupně vítězů v příštím roce. Tu naději měl Sandro naplnit hlavně poté,co mu Aprilia dodala tovární motocykl. Start do sezóny však nezvládl a jen těžko se prosadil do první desítky. Až od Velké ceny Nizozemska přišly výrazné výsledky. V Nizozemsku dojel těsně pod stupni vítězů a v Malajsii se mu tentýž výsledek podařilo zopakovat,ale přidal k tomu ještě nejrychlejší kolo závodu. Během sezóny dokončil všech sedmnáct závodů a v šestnácti z nich dokázal bodovat. V celkovém hodnocení mu patřila osmá příčka a 141 bodů.
Pro rok 2009 Cortese přestoupil do finského týmu Ajo Motorsport,ve kterém v loňském roce vyhrál Mike Di Meglio mistrovský titul. Ambice nemohly být tedy jiné než mistrovské. Hned v úvodním velmi krátkém závodě v Kataru stanul na stupních vítězů. Další závody už tak úspěšné nebyly a v probíhající sezóně zatím nedokázal dojet lépe jak šestý.

## Kompletní výsledky Sandra Corteseho v Mistrovství světa
| Legenda k tabulce | Legenda k tabulce                                                                       |
| Barva             | Výsledek                                                                                |
| ----------------- | --------------------------------------------------------------------------------------- |
| Zlatá             | Vítěz                                                                                   |
| Stříbrná          | 2. místo                                                                                |
| Bronzová          | 3. místo                                                                                |
| Zelená            | Bodované umístění                                                                       |
| Modrá             | Nebodované umístění                                                                     |
| Modrá             | Dokončil neklasifikován (NC)                                                            |
| Fialová           | Odstoupil (Ret)                                                                         |
| Červená           | Nekvalifikoval se (DNQ)                                                                 |
| Červená           | Nepředkvalifikoval se (DNPQ)                                                            |
| Černá             | Diskvalifikován (DSQ)                                                                   |
| Bílá              | Nestartoval (DNS)                                                                       |
| Bílá              | Závod zrušen (C)                                                                        |
| Světle modrá      | Pouze trénoval (PO)                                                                     |
| Světle modrá      | Páteční testovací jezdec (TD)                                                           |
| Bez barvy         | Netrénoval (DNP)                                                                        |
| Bez barvy         | Vyřazen (EX)                                                                            |
| Bez barvy         | Nepřijel (DNA)                                                                          |
| Bez barvy         | Odvolal účast (WD)                                                                      |
| Bez barvy         | Nezúčastnil se (prázdné)                                                                |
| Označení          | Význam                                                                                  |
| Tučnost           | Pole position                                                                           |
| Kurzíva           | Nejrychlejší kolo                                                                       |
| †                 | Jezdec nedojel do cíle, ale byl klasifikován, protože odjel více než 90 % délky závodu. |
| ‡                 | Byl udělován poloviční počet bodů, protože bylo odjeto méně než 75 % délky závodu.      |
| Horní index       | Umístění bodujících jezdců ve sprintu                                                   |

| Rok  | Třída | Tým                        | Továrna | 1      | 2       | 3       | 4      | 5       | 6       | 7       | 8      | 9       | 10     | 11      | 12     | 13      | 14      | 15     | 16      | 17      | Body | Umístění  |
| ---- | ----- | -------------------------- | ------- | ------ | ------- | ------- | ------ | ------- | ------- | ------- | ------ | ------- | ------ | ------- | ------ | ------- | ------- | ------ | ------- | ------- | ---- | --------- |
| 2005 | 125cc | Kiefer-Bos-Castrol Honda   | Honda   | SPA 20 | POR 25  | CHN Ret | FRA 15 | ITA Ret | CAT 23  | NED 24  | GBR 15 | GER 14  | CZE 14 | JPN Ret | MAL 21 | QAT 17  | AUS 19  | TUR 14 | VAL Ret |         | 8    | 26. místo |
| 2006 | 125cc | Elit - Caffe Latte         | Honda   | SPA 16 | QAT Ret | TUR 16  | CHN 17 | FRA 15  | ITA Ret | CAT 19  | NED 14 | GBR 14  | GER 13 | CZE 11  | MAL 17 | AUS 14  | JPN 14  | POR 10 | VAL 18  |         | 23   | 17. místo |
| 2007 | 125cc | Emmi - Caffe Latte Aprilia | Aprilia | QAT 17 | SPA 7   | TUR Ret | CHN 18 | FRA 7   | ITA 7   | CAT 11  | GBR 12 | NED 8   | GER 7  | CZE 10  | RSM 15 | POR Ret | JPN Ret | AUS 10 | MAL Ret | VAL Ret | 66   | 14. místo |
| 2008 | 125cc | Emmi - Caffe Latte         | Aprilia | QAT 11 | SPA 10  | POR 10  | CHN 16 | FRA 11  | ITA 8   | CAT 8   | GBR 9  | NED 4   | GER 6  | CZE 7   | RSM 7  | INP 5   | JPN 6   | AUS 6  | MAL 4   | VAL 5   | 141  | 8. místo  |
| 2009 | 125cc | Ajo Interwetten            | Derbi   | QAT 3  | JPN 6   | SPA 6   | FRA 12 | ITA 10  | CAT 9   | NED Ret | GER 6  | GBR Ret | CZE 6  | INP 18  | RSM 5  | POR     | AUS     | MAL    | VAL     |         | 76   | 8. místo  |